# سنین قانونی رابطه جنسی در آمریکای شمالی
در آمریکای شمالی، سن قانونی در رابطه با فعالیت جنسی براساس حوزه قضایی متفاوت است.
سن قانونی رابطه جنسی در کانادا ۱۶ سال است. به تاریخ اوت ۲۰۱۸، هر ایالت آمریکا سن رابطه جنسی خود را در سن ۱۶ سالگی، ۱۷ سالگی یا ۱۸ سالگی تعیین کرده‌است.
سن قانونی رابطه جنسی در مکزیک پیچیده‌است. به‌طور معمول، ایالت‌های مکزیک سن رابطه جنسی «اولیه» دارند (که ممکن است خیلی پایین باشد در حد ۱۲ سال)، و رفتار جنسی با افراد زیر آن سن همیشه غیرقانونی است. روابط جنسی که بین بزرگسالان و نوجوانان زیر ۱۸ سال اتفاق می‌افتد در یک منطقه از نظر قانونی خاکستری باقی مانده‌است: با صلاحدید دادستانی، قوانین مقابله با تجاوز به خردسالان و همچنین قوانین استپرو می‌توانند در مورد چنین اعمالی اعمال شوند. این قوانین بستگی به موقعیت دارد و قابل تفسیر است. سن عمومی رابطه جنسی در مکزیک ۱۷ سال است.
سنین رابطه جنسی در کشورهای آمریکای مرکزی در بازه ۱۴ تا ۱۸ سالگی متفاوت است.